# Georg Kühlewind
Georg Kühlewind (* 6. März 1924 in Budapest; † 15. Januar 2006 in Budapest) war ein ungarischer Chemiker, anthroposophischer Autor und Meditationslehrer.

## Biografie
Kühlewind wuchs als György Székely in Budapest in einem säkularen jüdischen Elternhaus auf. Schon früh interessierte er sich für Musik und Psychologie (vor allem für die Psychoanalyse). In der anthroposophischen Szene machte er sich vor allem durch seine von ihm selbst entwickelte Aufmerksamkeitsschulung (siehe unten) – auf die er als 17-Jähriger gestoßen war – einen Namen.
Von 1944 an verbrachte er nach einem Arbeitszwangsdienst mehr als ein Jahr in mehreren deutschen Konzentrationslagern, darunter auch in Buchenwald. Im KZ Langenstein-Zwieberge wurde er im April 1945 von den Amerikanern befreit.
Nach dem Krieg wurde Kühlewind an der TU in Budapest Professor für physikalische Chemie. Berührt von den anthroposophischen Ansichten Rudolf Steiners entdeckte er das lebendige Denken als den Dreh- und Angelpunkt dieser Weltanschauung. „Der Prozess ist entscheidend und nicht das fertig Gedachte!“, formulierte er später die damals fundamentale Einsicht. Während dieser Zeit veröffentlichte er Bücher zu Fragen der Erkenntniswissenschaft und der Meditation. Im Alter von etwa 40 Jahren entschloss er sich, „noch einmal von vorne anzufangen“ und seinen geistigen Schulungsweg neu aufzubauen.
Ab seiner vorzeitigen Emeritierung 1979 war er als Dozent am Budapester Seminar für Waldorfpädagogik tätig. Er hielt unzählige Vorträge und Kurse in fast allen Ländern Europas, in Nordamerika und in Südostasien. Insbesondere bemühte er sich ständig darum, seinen eigenen Erkenntnisweg anderen zu vermitteln. Lebenslang ist er bei der „Kreuzung“ von Linguistik, Psychologie und Erkenntnistheorie geblieben.

## Aufmerksamkeitsschulung
Zunächst durch die Befassung mit der Psychoanalyse entpuppten sich für Kühlewind die Probleme des Einzelnen wie auch der Gesellschaft primär als Bewusstseins-Probleme. Seine Begegnung mit dem Kulturwissenschaftler Karl Kerényi – für den in Kühlewinds Worten „die Mythologie der Griechen eine Realität wie für uns das Wetter“ gewesen ist – führte ihn zur weiteren Erforschung des Bewusstseins und anderer geistiger Phänomene. Vor allem die Autonomie und die Würde des menschlichen Individuums hatten dabei für ihn Priorität.
Später wurden Betrachtungen über die Kindesentwicklung und dabei vor allem über das Phänomen der so genannten ADHS-Kinder Schwerpunkte seines Lebens. Er stellte gegen die gängige Auffassung der evidenzbasierten Medizin von ADHS als Erkrankung seine These, nach der viele dieser Kinder mit einer besonderen geistig-seelischen Anlage auf die Welt kämen, dann von ihrer Umwelt nicht verstanden würden und erst aufgrund der resultierenden Anpassungsschwierigkeiten ihre Symptome entwickelten. Therapeutisch setzte er demzufolge auf ein Verständnisbemühen und die achtsame liebevolle Anerkennung des Besonderen, das diese Kinder verkörpern. Bei den von ihm so benannten „Sternkindern“ spürte er hoffnungsvoll die vermisste Wachheit und die Bereitschaft, freie und ungeteilte Aufmerksamkeit zu verwirklichen.

## Werke (in chronologischer Reihenfolge)
Mit einer Ausnahme sind alle aufgeführten Bücher im Verlag Freies Geistesleben, Stuttgart, erschienen.
- Bewußtseinsstufen. Meditationen über die Grenzen der Seele. 1976.
- Die Wahrheit tun. Erfahrungen und Konsequenzen des intuitiven Denkens. 1978.
- Das Gewahrwerden des Logos. Die Wissenschaft des Evangelisten Johannes. 1979.
- Die Diener des Logos. Der Mensch als Wort und Gespräch. 1981.
- Das Leben der Seele zwischen Überbewußtsein und Unterbewußtsein. Elemente einer spirituellen Psychologie. (Studien und Versuche 20), 1982.
- Vom Normalen zum Gesunden. Wege zur Befreiung des erkrankten Bewußtseins. 1983.
- Das Licht des Wortes. Welt, Sprache, Meditation. 1984.
- Die Logosstruktur der Welt. Sprache als Modell der Wirklichkeit. 1986.
- Weihnachten. Die drei Geburten des Menschen. 1989.
- Die Belehrung der Sinne. Wege zur fühlenden Wahrnehmung. (Studien und Versuche 29), 1990.
- Vom Umgang mit der Anthroposophie. (Studien und Versuche 30), 1991.
- Der sprechende Mensch. Ein Menschenbild aufgrund des Sprachphänomens. Klostermann, Frankfurt am Main 1991.
- Die Erneuerung des Heiligen Geistes. Gnade, Teilhabe und geistige Aktivität 1992.
- Das Reich Gottes. Die Zukunftsvision des Neuen Testaments. 1994.
- Aufmerksamkeit und Hingabe. Die Wissenschaft des Ich. 1998.
- Meditationen über Zen-Buddhismus, Thomas von Aquin und Anthroposophie. 1999.
- Die Esoterik des Erkennens und Handelns. 1999.
- Der sanfte Wille. Vom Gedachten zum Denken, vom Gefühlten zum Fühlen, vom Gewollten zum Willen. 2000.
- Sternkinder. Kinder, die uns besondere Aufgaben stellen. 2001.
- Licht und Freiheit. Ein Leitfaden für die Meditation. 2004.
- Gesunden im Licht. Die Heilungen in den Evangelien. 2004.
- Aufbau. Vom Denken zur Wahrnehmung des Lebens. 2008.
- Melodie und Stille. Kunst, Kontinuität und das leere Bewusstsein. 2009
- Licht und Leere. Das letzte Notizheft und ein Fragment. 2011.
- De profundis: Briefe an die Freunde. 2013.